# Earth Girl Arjuna
Arjuna (地球少女アルジュナ Chikyū Shōjo Arjuna?), es una serie de anime con intensa conciencia ecologista creada por Shoji Kawamori y por el equipo detrás de series como Macross Plus y Escaflowne; de esta manera, Yōko Kanno estuvo a cargo de la banda sonora. Fue emitida originalmente por TV Tokyo entre el 9 de enero de 2001 y el 27 de marzo del mismo año.
Para América Latina, la serie fue licenciada por Locomotion a Bandai y estrenada por el mismo con doblaje argentino, emitiéndose desde el 16 de mayo de 2004 hasta el cierre del canal; Animax continuó transmitiendo la serie desde el 3 de agosto de 2005 hasta fines de agosto del año siguiente.
Earth Girl Arjuna es una historia basada en filosofías como el panteísmo, ideologías como la hindú y el budismo, e historias de ecología que tratan de dejar una lección de por medio, sin dejar de lado el conflicto de cada personaje involucrado en la historia. La música combinada con la animación 3D contenida en la serie, sin duda, es lo que más la favorece, ya que crea una ambientación totalmente realista.
Este anime trata la historia de Juna Ariyoshi, una estudiante de secundaria que es elegida para ser el "Avatar del Tiempo" y se le es confiado salvar la tierra.

## Argumento
Todo comienza cuando Juna Ariyoshi, de 15 años, le pide a su amigo Tokio Oshima ver el mar, pero no el mar contaminado de la ciudad de Tokio, sino que desea ver el mar puro y cristalino al otro lado de la montaña. Es así como los dos emprenden un hermoso viaje en motocicleta hasta que una fuerza desconocida los hace volcar, provocando así la muerte de Juna. En medio de la sala de operaciones, ella despierta y puede ver su propio cuerpo flotando justo en el momento en que sus signos vitales cesan. Es entonces despedida a gran velocidad hacia el cielo, observando un hermoso amanecer y, además, viendo cómo criaturas con formas de gusano absorben y destruyen la tierra.
Aparece entonces un chico llamado Chris, el cual le ofrece una posibilidad: "Puedo salvar tu vida esta vez, pero sólo si aceptas defender la tierra de Raaja". Ella acepta el trato dudando completamente si será capaz de enfrentar algo tan oscuro. De esa manera, recibe de manos de Chris, la Gema del Tiempo (representada en una magatama), una gema sagrada creada por una civilización perdida hacia millones de años, que le permitirá sintonizarse con el planeta, y usar las fuerzas de la Tierra a su voluntad. De este modo se convierte en su alterego: Arjuna, el Dios del Tiempo, el único ser capaz de salvar a la Tierra junto con la ayuda de la organización S.E.E.D. a la cual Chris pertenece.
Cabe destacar que la serie se desarrolla bajo una visión panteísta, en donde se le da énfasis a la conexión que existe entre todos los elementos que componen la Tierra.

## Personajes
- Juna/Arjuna Ariyoshi (Arjuna) (有吉樹奈?). Seiyuu: Mami Higashiyama.

- Tokio Ooshima (大島時夫?). Seiyuu: Tomokazu Seki.

- Chris Hawken. Seiyuu: Yuji Ueda.

- Cindy Klein. Seiyuu: Mayumi Shintani.

- Teresa Wong. Seiyuu: Yōko Sōmi.

- Sayuri Shirakawa (白河さゆり?). Seiyuu: Aya Hisakawa.

- Commander Onizuka (鬼塚指令?). Seiyuu: Tesshō Genda.

## Banda sonora
La banda sonora del anime fue compuesta por Yōko Kanno. El director Shoji Kawamori dijo que instruyo a Kanno para que la música sonara femenina. Ella se inspiró en música hindú para algunos tracks, otros son más experimentales y mundanos.
La voces recayeron en Maaya Sakamoto, Gabriela Robin y Chinatsu Yamamoto. La banda sonora fue lanzada en dos álbumes: Arjuna: Into the another world y Onna no Minato.

### Ending
Con la ausencia de un opening, la serie presenta diferentes endings a lo largo de la serie:
- Mameshiba por Maaya Sakamoto (episodios 1, 2, 5, 6, 8, 11)
- Sanctuary por Maaya Sakamoto (episodios 3 y 9)
- Kuuki to oshi (空気と星) por Maaya Sakamoto (episodio 4)
- Teresa (episodios 7 y 13)
- Motor Bike por Maaya Sakamoto (episodio 10)
- Early Bird por Gabriela Robin (episodio 12)

### Álbum 1
Toda la música compuesta por Yōko Kanno. 
| Arjuna: Into the Another World |                                                                 |                |                   |          |  |
| N.º                            | Título                                                          | Letras         | Voz               | Duración |  |
| 1.                             | «Early Bird»                                                    | Gabriela Robin | Chinatsu Yamamoto | 2:09     |  |
| 2.                             | «Kakusei (覚醒?)»                                               | Gabriela Robin |                   | 7:57     |  |
| 3.                             | «Cloé (クロエ?)»                                                | Gabriela Robin |                   | 3:19     |  |
| 4.                             | «Time to Die»                                                   |                |                   | 2:51     |  |
| 5.                             | «2nd Life»                                                      |                |                   | 3:05     |  |
| 6.                             | «Diving (ダイビング?)»                                          | Gabriela Robin | Gabriela Robin    | 2:37     |  |
| 7.                             | «Clone»                                                         | Gabriela Robin |                   | 2:05     |  |
| 8.                             | «Feel the circle»                                               |                |                   | 1:36     |  |
| 9.                             | «Earobi (エアロビ?)»                                            |                |                   | 3:23     |  |
| 10.                            | «Omega Blue»                                                    | Gabriela Robin | Gabriela Robin    | 2:47     |  |
| 11.                            | «Toki no Shizuku (ときのしずく?)»                               | Gabriela Robin |                   | 0:51     |  |
| 12.                            | «Chikyuu Kyoumei (地球共鳴?)»                                   | Gabriela Robin |                   | 1:57     |  |
| 13.                            | «Yogensha (預言者?)»                                            | Gabriela Robin |                   | 4:07     |  |
| 14.                            | «Before Breakfast»                                              |                |                   | 1:15     |  |
| 15.                            | «Bells for Her»                                                 |                |                   | 2:02     |  |
| 16.                            | «Motor Bike (バイク?)»                                          | Yuho Iwasato   | Maaya Sakamoto    | 5:11     |  |
| 17.                            | «Diamond»                                                       |                |                   | 1:23     |  |
| 18.                            | «Mameshiba (マメシバ?)»                                         | Maaya Sakamoto | Maaya Sakamoto    | 6:09     |  |
| 19.                            | «Kuuki to Hoshi (クウキ ト ホシ?)»                              | Gabriela Robin | Chinatsu Yamamoto | 1:08     |  |
| 20.                            | «Aqua (アクア?)»                                                | Gabriela Robin | Gabriela Robin    | 6:29     |  |
| 21.                            | «Kireina Mameshiba - Bad Waters» (きれいなマメシバ-BAD WATER?)» |                |                   | 4:00     |  |
| 01:06:21                       |                                                                 |                |                   |          |  |

Créditos musicales:
- Piano y Teclados: Yōko Kanno
- Bajo y Guitarras Étnicas: Hitoshi Watanabe
- Batería: Yasuo Sano
- Guitarra: Tsuneo Imahori
- Persución, Voz, Guitarra Étnica: Masaharu Sato
- Percusión: Mataro Misawa
- Flauta Irlandesa: Hideyo Takakuwa
- Cuerdas: Masatsugu Shinozaki Group, Joe Kato Group, Gavyn Wrights Strings (Londres)
- Sintetizador: Keishi Urata con Seiichi Takubo (asistente), Syunsuke Sakamoto

### Álbum 2
Toda la música compuesta por Yōko Kanno. 
| Arjuna 2: Onna no Minato (地球少女アルジュナ2 オンナの港Arjuna 2: Onna no Minato?) |                                               |                |                |          |  |
| N.º                                                                                | Título                                        | Letras         | Voz            | Duración |  |
| 1.                                                                                 | «Gold Fish»                                   |                |                | 1:57     |  |
| 2.                                                                                 | «Enka (エンカ?)»                              |                |                | 3:06     |  |
| 3.                                                                                 | «Mawaru supôku (まわるスポーク?)»             |                |                | 03:20    |  |
| 4.                                                                                 | «Butter Sea»                                  | Gabriela Robin | Gabriela Robin | 03:41    |  |
| 5.                                                                                 | «Veggie»                                      |                | Gabriela Robin | 1:39     |  |
| 6.                                                                                 | «Shizukana Inochi (静かな生活?)»              |                |                | 2:29     |  |
| 7.                                                                                 | «Didn't it rain»                              |                |                | 2:39     |  |
| 8.                                                                                 | «Sanctuary (サンクチュアリ?)»                 | Maaya Sakamoto | Maaya Sakamoto | 2:35     |  |
| 9.                                                                                 | «Girl with Power»                             |                |                | 4:52     |  |
| 10.                                                                                | «Asura Jittaika (アスラ実体化?)»              |                | Gabriela Robin | 2:51     |  |
| 11.                                                                                | «Teresa (テレサ?)»                            |                |                | 2:44     |  |
| 12.                                                                                | «One»                                         |                |                | 4:18     |  |
| 13.                                                                                | «Saigo no Mameshiba (さいごのマメシバ?)»      | Maaya Sakamoto | Maaya Sakamoto | 3:15     |  |
| 14.                                                                                | «Appare Genki (Hidden Track) (あっぱれ元気?)» |                | Oishii Boys    | 0:28     |  |
| 39:54                                                                              |                                               |                |                |          |  |

Créditos musicales:
- Piano y Teclados: Yōko Kanno
- Bajo: Hitoshi Watanabe
- Guitarra: Tsuneo Imahori
- Persución: Midori Takada
- Solo de Flauta irlandesa: Takashi Asahi (1,9)
- Solo de Saxo: Naruyoshi Kikuchi (2)
- Solo de Percusión: Mataro Misawa (3)
- Solo de Violonchelo: Masami Horisawa (7)
- Cuerdas: Masatsugu Shinozaki Group
- Trompeta: Masao Terashima Group
- Trombón: Eijiro Nakagawa Group
- Corno Francés: Hiroyuki Minami Group
- Oboe: Masakazu Ishibashib Group
- Clarinete: Tadashi Hoshino
- Sintetizador: Keishi Urata, Seiichi Takubo